# Castañar de Ibor
Castañar de Ibor – gmina w Hiszpanii, w prowincji Cáceres, w Estramadurze, o powierzchni 146,97 km². W 2011 roku gmina liczyła 1175 mieszkańców.